# Tragwein
Tragwein è un comune austriaco di 3 058 abitanti nel distretto di Freistadt, in Alta Austria; ha lo status di comune mercato (Marktgemeinde).